# 50 mètres brasse féminin aux championnats du monde de natation 2023
Cet article traite de l'épreuve féminine. Pour la compétition masculine, voir 50 mètres brasse masculin aux championnats du monde de natation 2023.
Le 50 mètres brasse féminin est une épreuve de natation sportive des championnats du monde de natation 2023. Elle a lieu les 29 et 30 juillet 2023 à Fukuoka au Japon.

## Records
Avant cette compétition, les records dans cette discipline étaient :
| Record du monde       | 29 s 30 | Benedetta Pilato | 22 mai 2021     | Budapest, Hongrie |
| Record du championnat | 29 s 40 | Lilly King       | 30 juillet 2017 | Budapest, Hongrie |

Au cours de la compétition, le record suivant a été établi :
| Record du monde | 29 s 16 | Rūta Meilutytė | 30 juillet |

## Résultats détaillés
Les 16 meilleurs temps se qualifient pour les demi-finales (Q), puis les 8 meilleurs demi-finalistes passent en finale (F).

### Séries
| Rang | Série | Ligne | Nageuse                | Pays | Temps        | Commentaire      |
| ---- | ----- | ----- | ---------------------- | --- | ------------ | ---------------- |
| 1    | 5     | 4     | Benedetta Pilato       | Italie | 29 s 60      | Q                |
| 2    | 6     | 1     | Anita Bottazzo         | Italie | 30 s 02      | Q                |
| 3    | 6     | 5     | Lilly King             | États-Unis | 30 s 05      | Q                |
| 4    | 5     | 3     | Tang Qianting          | Chine | 30 s 08      | Q, Record d’Asie |
| 5    | 6     | 2     | Satomi Suzuki          | Japon | 30 s 29      | Q                |
| 6    | 5     | 6     | Verra Kivirinta        | Finlande | 30 s 33      | Q                |
| 6    | 6     | 3     | Anna Elendt            | Allemagne | 30 s 33      | Q                |
| 8    | 4     | 5     | Eneli Jefimova         | Estonie | 30 s 39      | Q                |
| 8    | 6     | 4     | Rūta Meilutytė         | Lituanie | 30 s 39      | Q                |
| 8    | 6     | 7     | Sophie Hansson         | Suède | 30 s 39      | Q                |
| 11   | 5     | 5     | Lydia Jacoby           | États-Unis | 30 s 44      | Q                |
| 12   | 6     | 6     | Mona McSharry          | Irlande | 30 s 45      | Q                |
| 13   | 5     | 7     | Dominika Sztandera     | Pologne | 30 s 68      | Q                |
| 14   | 4     | 6     | Tatjana Schoenmaker    | Afrique du Sud | 30 s 70      | Q                |
| 15   | 4     | 7     | Fleur Vermeiren        | Belgique | 30 s 73      | Q                |
| 16   | 4     | 2     | Florine Gaspard        | Belgique | 30 s 75      | Q                |
| 17   | 4     | 4     | Lara van Niekerk       | Afrique du Sud | 30 s 76      |                  |
| 18   | 5     | 8     | Yang Chang             | Chine | 30 s 85      |                  |
| 19   | 6     | 8     | Kotryna Teterevkova    | Lituanie | 30 s 94      |                  |
| 20   | 6     | 0     | Macarena Ceballos      | Argentine | 30 s 97      |                  |
| 21   | 4     | 1     | Ida Hulkko             | Finlande | 30 s 98      |                  |
| 22   | 4     | 0     | Sophie Angus           | Canada | 31 s 01      |                  |
| 23   | 4     | 3     | Jhennifer Conceicao    | Brésil | 31 s 04      |                  |
| 24   | 3     | 4     | Sim En Yi Letitia      | Singapour | 31 s 33      |                  |
| 25   | 5     | 2     | Anastasia Gorbenko     | Israël | 31 s 41      |                  |
| 26   | 3     | 2     | Andrea Podmanikova     | Slovaquie | 31 s 43      |                  |
| 27   | 5     | 1     | Maria Thaleia Drasidou | Grèce | 31 s 44      |                  |
| 28   | 3     | 3     | Adelaida Pchelintseva  | Kazakhstan | 31 s 61      |                  |
| 29   | 6     | 9     | Abbey Harkin           | Australie | 31 s 63      |                  |
| 30   | 3     | 5     | Lisa Mamié             | Suisse | 31 s 67      |                  |
| 31   | 5     | 0     | Tara Vovk              | Slovénie | 31 s 97      |                  |
| 32   | 3     | 7     | Mercedes Toledo        | Venezuela | 32 s 00      |                  |
| 33   | 5     | 9     | Jenjira Srisaard       | Thaïlande | 32 s 02      |                  |
| 34   | 3     | 6     | Byanca Rodriguez       | Mexique | 32 s 05      |                  |
| 35   | 3     | 8     | Emily Emily Santos     | Panama | 32 s 23      |                  |
| 36   | 4     | 9     | Thanya Dela Cruz       | SMFWorld Aquatics : Suspended Member Federation (Membre d'une fédération suspendue) Membre d'une fédération suspendue | 32 s 25      |                  |
| 37   | 1     | 3     | Chen Pui Lam           | Macao | 32 s 31      |                  |
| 38   | 3     | 0     | Imane El Barodi        | Maroc | 32 s 64      |                  |
| 39   | 3     | 9     | Lynn El Hajj           | Liban | 33 s 10      |                  |
| 40   | 2     | 4     | Marina Abu Shamaleh    | Palestine | 34 s 86      |                  |
| 41   | 2     | 5     | Lara Dashti            | Koweït | 35 s 44      |                  |
| 42   | 2     | 6     | Maria Batallones       | Îles Mariannes du Nord                                                                                                | 35 s 96      |                  |
| 43   | 2     | 2     | Kestra Kihleng         | États fédérés de Micronésie                                                                                           | 36 s 55      |                  |
| 44   | 2     | 3     | Makelyta Singsombath   | Laos | 36 s 83      |                  |
| 45   | 2     | 9     | la Troya Pina          | Cap-Vert | 38 s 14      |                  |
| 46   | 2     | 0     | Ria Save               | Tanzanie | 40 s 30      |                  |
| 47   | 2     | 7     | Mariama Touré          | Guinée | 41 s 81      |                  |
| 48   | 1     | 5     | Estelle Nguelo’        | Cameroun | 43 s 59      |                  |
| 49   | 1     | 6     | Salima Ahmadou         | Niger | 46 s 97      |                  |
| 50   | 2     | 8     | Nina Amison            | Djibouti | 49 s 61      |                  |
| -    | 2     | 1     | Abbi Illis             | Saint-Martin | Non partante | Non partante     |
| -    | 4     | 8     | Ana Pinho Rodrigues    | Portugal | Non partante | Non partante     |
| -    | 1     | 2     | Olamide Sam            | Sierra Leone | Disqualifiée | Disqualifiée     |
| -    | 1     | 4     | Dorcas Abeng           | Nigeria | Disqualifiée | Disqualifiée     |
| -    | 3     | 1     | Lam Hoi Kiu            | Hong Kong | Disqualifiée | Disqualifiée     |

### Demi-finales
| Rang | Série | Ligne | Nageuse            | Pays           | Temps   | Commentaire              |
| ---- | ----- | ----- | ------------------ | -------------- | ------- | ------------------------ |
| 1    | 2     | 2     | Rūta Meilutytė     | Lituanie       | 29 s 30 | F, Record du monde égalé |
| 2    | 2     | 5     | Lilly King         | États-Unis     | 29 s 72 | F                        |
| 3    | 1     | 8     | Lara van Niekerk   | Afrique du Sud | 29 s 91 | F                        |
| 4    | 2     | 4     | Benedetta Pilato   | Italie         | 30 s 09 | F                        |
| 5    | 1     | 5     | Tang Qianting      | Chine          | 30 s 12 | F                        |
| 6    | 1     | 6     | Eneli Jefimova     | Estonie        | 30 s 22 | F                        |
| 7    | 1     | 4     | Anita Bottazzo     | Italie         | 30 s 29 | F                        |
| 8    | 2     | 3     | Satomi Suzuki      | Japon          | 30 s 33 | F                        |
| 9    | 1     | 2     | Sophie Hansson     | Suède          | 30 s 40 | Swim-off                 |
| 9    | 2     | 7     | Lydia Jacoby       | États-Unis     | 30 s 40 | Swim-off                 |
| 11   | 1     | 7     | Mona McSharry      | Irlande        | 30 s 54 |                          |
| 12   | 2     | 6     | Anna Elendt        | Allemagne      | 30 s 55 |                          |
| 13   | 1     | 3     | Veera Kivirinta    | Finlande       | 30 s 56 |                          |
| 14   | 2     | 1     | Dominika Sztandera | Pologne        | 30 s 59 |                          |
| 15   | 2     | 8     | Florine Gaspard    | Belgique       | 30 s 67 |                          |
| 16   | 1     | 1     | Fleur Vermeiren    | Belgique       | 31 s 26 |                          |

### Swim-off pour la place de repêchée
| Rang | Ligne | Nageur         | Pays       | Temps   | Commentaire |
| ---- | ----- | -------------- | ---------- | ------- | ----------- |
| 1    | 4     | Sophie Hansson | Suède      | 30 s 44 | R           |
| 2    | 5     | Lydia Jacoby   | États-Unis | 30 s 67 |             |

### Finale
| Rang               | Ligne | Nageuse          | Pays           | Temps   | Commentaire     |
| ------------------ | ----- | ---------------- | -------------- | ------- | --------------- |
| Médaille d'or      | 4     | Rūta Meilutytė   | Lituanie       | 29 s 16 | Record du monde |
| Médaille d'argent  | 5     | Lilly King       | États-Unis     | 29 s 94 |                 |
| Médaille de bronze | 6     | Benedetta Pilato | Italie         | 30 s 04 |                 |
| 4                  | 3     | Lara van Niekerk | Afrique du Sud | 30 s 09 |                 |
| 5                  | 1     | Anita Bottazzo   | Italie         | 30 s 11 |                 |
| 6                  | 2     | Tang Qianting    | Chine          | 30 s 22 |                 |
| 7                  | 8     | Satomi Suzuki    | Japon          | 30 s 44 |                 |
| 8                  | 7     | Eneli Jefimova   | Estonie        | 30 s 48 |                 |